# Kwartnik

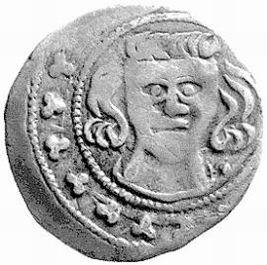
Kwartnik Henryka III. Awers.

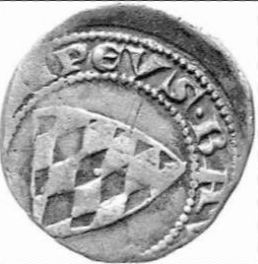
Kwartnik Henryka III. Rewers.

Kwartnik (łac. denarius quartensis) – srebrna moneta bita w średniowieczu (od końca XIII w.) na Śląsku, w Wielkopolsce, w Królestwie Polskim, w państwie krzyżackim i na Pomorzu Zachodnim. Pierwsza, powszechna, gruba, niebrakteatowa moneta na ziemiach polskich.
Kwartnik był monetarnym odpowiednikiem kwarty, stanowiącej 1/4 skojca, czyli 1/96 grzywny śląskiej.
Jego wartość wyrażona w innych monetach to: pół grosza, 8 denarów (fenigów), 16 oboli.

## Śląsk i Wielkopolska
Po raz pierwszy kwartnik pojawił się w wyniku reformy monetarnej, przeprowadzonej w Księstwie Głogowskim pod koniec XIII wieku przez księcia Henryka III (pierwsza wzmianka z 1292 roku). Prawdopodobną przyczyną wprowadzenia tej monety był rozwój handlu suknem importowanym na Śląsk z Flandrii i odprzedawanym dalej. Powstała potrzeba bicia pieniądza przyjmowanego we Flandrii. Za tą hipotezą przemawia typologia monet nawiązująca do motywów flandryjskich (forma krzyży, odsłonięta głowa en face, charakterystyczne dla naśladownictw pseudolegendy).
Kwartnik Henryka III ważył ok. 1,70 g i zawierał wysoką (0,900–0,970) próbę srebra. Szybko rozpowszechnił się na Śląsku i również w Wielkopolsce. Był bity w 34 mennicach, co świadczy o dużym zdecentralizowaniu lokalnego mennictwa. Znanych jest około 100 typów kwartników śląskich. Bite były przez większość księstw śląskich (Wrocław, księstwo nyskie, Świdnica, Lwówek Śląski), a także w Poznaniu, Grodzisku Wielkopolskim i Kościanie. 
Stał się tak ważną jednostką monetarną na Śląsku, że po zaprzestaniu jego emisji około 1330 r. zaczęły się pojawiać w obiegu tzw. obcięte grosze praskie. Były to zredukowane przez obcięcie do wagi kwartnika grosze praskie, którymi starano się zastąpić brak kwartników. Kwartnik z Grodziska bity był w okresie panowania książąt śląskich w latach 1306–1312. Na awersie znajdowała się głowa księcia w profilu lewym, P albo PO/snaniensis/, na rewersie – D/e/ Grodi/s/ albo De Grodis, drzewo- lipa.

## Królestwo Polskie

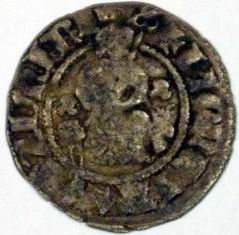
Kwartnik Kazimierza Wielkiego. Awers.

W Królestwie Polskim kwartniki zostały wprowadzone reformą monetarną Kazimierza Wielkiego przeprowadzoną w roku 1367. Mieściły się w systemie grosza krakowskiego. Kwartnik odpowiadał 1/96 grzywny srebra i 1/46 krakowskiej grzywny obrachunkowej. Stanowił więc 1/4 skojca i 1/2 grosza (stąd nazywany czasami półgroszem) a odpowiadał dwóm ćwierćgroszom. Trudności z pozyskaniem srebra spowodowały szybko postępujące psucie tej monety. Już w 1369 r. szacowana była na 1/3 grosza, a w 1370 r. w Wielkopolsce na 1/4 grosza.
Na awersie kwartnika widniała postać króla w majestacie (w uroczystym stroju z insygniami królewskimi) i napis MONETA KAZIMIRI. Na rewersie znajdował się piastowski orzeł otoczony napisem REGIS POLONIE. Kwartniki Kazimierza Wielkiego były bite w Krakowie i prawdopodobnie w Poznaniu.
Po podboju Rusi Halickiej pojawiła się odmiana z mennicy lwowskiej przedstawiająca na awersie lwowskiego lwa, otoczonego napisem MONETA DOI RVSCIE R, a na rewersie ukoronowany inicjał królewski i napis REGIS POLONIE R.

Emisja kwartników w Królestwie skończyła się wraz ze śmiercią władcy. Na Rusi Halickiej bite były jeszcze za panowania Ludwika Węgierskiego przez wielkorządcę tej prowincji Władysława Opolczyka i incydentalnie przez Władysława Jagiełłę.
Kwartnik Kazimierza Wielkiego jest rzadką monetą (nawet w słabym III stanie zachowania osiąga ceny znacznie powyżej 1000 zł).

## Zakon krzyżacki
Wielki mistrz zakonu krzyżackiego Winrich von Kniprode bił w latach 1360-1380 w mennicy toruńskiej srebrną monetę zwaną kwartnikiem. Kwartnik krzyżacki pod względem wagowym i obrachunkowym nie był powiązany z bitymi na ziemiach piastowskich. Miał masę 0,75 g i wartość czterech brakteatów. Niezrealizowane plany bicia kwartników miał również Michał Kuchmmeister w 1415 roku.

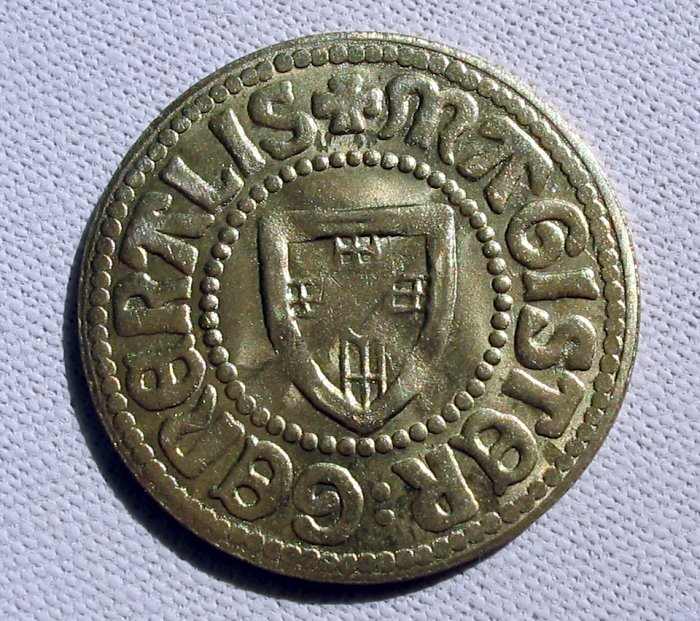
Kwartnik krzyżacki (rekonstrukcja) – (awers) z tarczą zakonną wielkiego mistrza
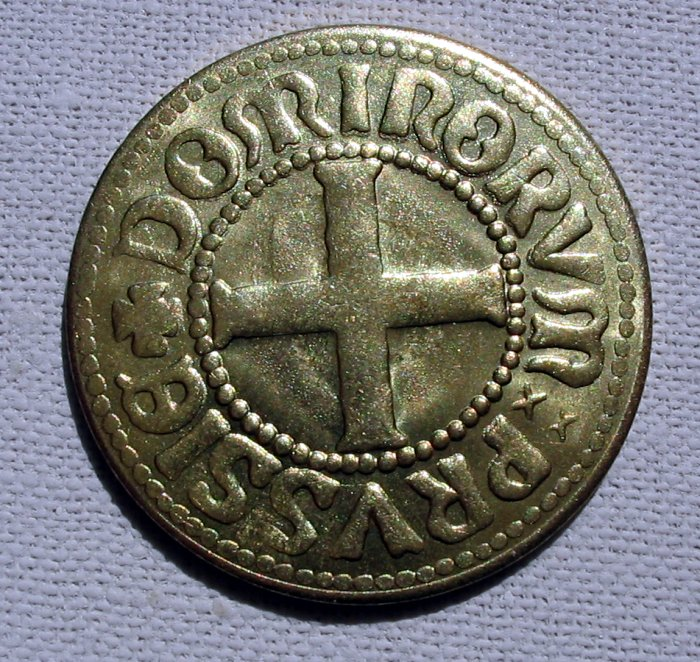
Kwartnik krzyżacki (rekonstrukcja) – (rewers) z zakonnym krzyżem równoramiennym

## Pomorze Zachodnie
W XV i na początku XVI wieku srebrne kwartniki bito na Pomorzu Zachodnim. Miały one wartość czterech małych denarów i ważyły 0,46 g. Najstarsze pochodzą ze Szczecina 1408. Bito je również w Gardźcu Rugijskim, Goleniowie, Pyrzycach i Stargardzie. Niekiedy kwartniki o wadze 0,39 g i 0,44 g bito na wzór pomorskich w Brandenburgii.